# Viladamat
Viladamat település Spanyolországban, Girona tartományban. Viladamat L'Escala, Albons, La Tallada d’Empordà, Garrigoles és Ventalló községekkel határos. Lakosainak száma 492 fő (2024).

## Népesség
A település népessége az elmúlt években az alábbi módon változott:
| Lakosok száma | 170  | 398  | 429  | 428  | 356  | 386  | 439  | 440  | 468  | 492  |
|               | 1717 | 1887 | 1936 | 1960 | 1986 | 2003 | 2008 | 2014 | 2019 | 2024 |